# 李娟 (作家)
李娟（1979年7月21日—），中國女作家，曾用网名“去年燕子”。生于新疆生产建设兵团农七师123团（位于塔城地区乌苏市车排子镇）。高中毕业后，曾随家人进入阿勒泰深山牧场，经营一家杂货店与裁缝铺。1999年开始写作，作品以散文為主，曾在《南方周末》、《文汇报》等媒體开设专栏。
其散文《繁盛》（收錄於《遥远的向日葵地》，2017年）被列為2024年香港中學文憑試中文科卷一的白話文閱讀篇章。其散文集《我的阿勒泰》改编的同名迷你剧于2024年5月7日公映。

## 作品
| 年份 | 作品名称               |
| ---- | ---------------------- |
| 2003 | 《九篇雪》             |
| 2010 | 《我的阿勒泰》         |
| 2010 | 《阿勒泰的角落》       |
| 2011 | 《走夜路请放声歌唱》   |
| 2012 | 《索勒 索勒》          |
| 2012 | 《绣满羊角图案的地方》 |
| 2012 | 《这世间所有的白》     |
| 2012 | 《羊道•春牧场》        |
| 2012 | 《羊道•前山夏牧场》    |
| 2012 | 《羊道•深山夏牧场》    |
| 2012 | 《冬牧场》             |
| 2014 | 《最大的宁静》         |
| 2017 | 《遥远的向日葵地》     |
| 2017 | 《火车快开》           |
| 2017 | 《记一忘三二》         |
| 2017 | 《给你写信》           |

## 获奖记录
- 2012年朱自清散文奖[22]

- 2011年度人民文学奖[23]
- 2014花地文学榜[24]
- 第十一届《上海文学》奖[25]
- 第四届天山文艺奖[26]
- 第七屆魯迅文學獎[27]